# Cieli azzurri (album)
Cieli azzurri è il quinto album del cantautore Pupo, e primo per la CGD, pubblicato nel 1983.

## Descrizione
Con l'omonimo singolo il cantante partecipò al Festival di Sanremo, classificandosi al ventiseiesimo posto, ultimo tra i finalisti.

## Tracce
1. Cieli azzurri
2. Noi
3. E va bene così
4. Meglio di no
5. Il futuro è già in mezzo a noi
6. Ancora io
7. E vorrei
8. Una nuova bugia
9. È già mezzanotte
10. E invece niente

## Formazione
- Pupo – voce
- Sergio Farina – chitarra acustica
- Aldo Banfi – programmazione
- Flaviano Cuffari – batteria
- Maurizio Bassi – pianoforte, programmazione, chitarra, percussioni
- Cosimo Fabiano – basso
- Claudio Bazzari – chitarra
- Lele Melotti – batteria
- Pier Luigi Mucciolo – tromba
- Johnny Capriuolo – trombone
- Claudio Pascoli – sax
- Lella Esposito, Gabriele Balducci, Riccardo Galardini, Marco Falagiani, Mario Balducci, Laura Landi, Rossana Casale, Silvio Pozzoli – cori